# کارانووو (استان بورگاس)
کارانووو (به بلغاری: Karanovo) یک منطقهٔ مسکونی در بلغارستان است که در آیتوس واقع شده‌است.